# Зимненко, Леонид Орестович
Леонид Орестович Зимненко (19 апреля 1943 — 24 ноября 2021) — советский и российский певец (бас). Народный артист Российской Федерации (1996). Солист Московского академического музыкального театра имени К. С. Станиславского и Вл. И.Немировича-Данченко (с 1971) и солист Большого театра (с 1999). Профессор Московского государственного института культуры.

## Биография
Родился 19 апреля 1943 года. В 1971 успешно завершил обучение в Московской государственной консерватории, обучался у педагога О. С. Свешникова. В этом же году поступил работать солистом Музыкального театра имени К. С. Станиславского и В. И. Немировича-Данченко. Более сорока партий исполнил на сцене этого учреждения культуры Леонид Зимненко. В его репертуаре партии в операх русских и западноевропейских авторов: Осмин («Похищение из сераля» Моцарта), Барбаросса («Битва при Леньяно» Верди), Руслан («Руслан и Людмила» Глинки), Фальстаф («Виндзорские проказницы» Николаи), Чуб («Черевички» Чайковского), Борис Годунов («Борис Годунов» Мусоргского), Гремин («Евгений Онегин» Чайковского), Голова («Майская ночь» Римского-Корсакова), Король Треф («Любовь к трем апельсинам» Прокофьева), Мендоза («Обручение в монастыре» Прокофьева) Магара («Виринея» С. М. Слонимского),, Старый каторжник («Катерина Измайлова» Шостаковича), Додон («Золотой петушок» Римского-Корсакова), Салтан («Сказка о царе Салтане» Римского-Корсакова), де Сильва («Эрнани» Верди), Рене («Иоланта» Чайковского), Базилио («Севильский цирюльник» Россини) и другие.
В 1973 году стал лауреатом Всесоюзного конкурса вокалистов имени М. И. Глинки, который состоялся в Вильнюсе.
Длительное время сотрудничал с московским музыкальным театром «Геликон-опера». С 1999 года выступает в различных постановках Большого театра. Наиболее известные его роли в Большом: Собакин («Царская невеста» Римского-Корсакова), Князь Юрий Токмаков («Псковитянка» Римского-Корсакова), Досифей («Хованщина» Мусоргского), Дед Мороз («Снегурочка» Римского-Корсакова), Гремин («Евгений Онегин» Чайковского), Сусанин («Иван Сусанин» Глинки), Принц Буйонский («Адриенна Лекуврер» Чилеа), Генерал («Игрок» Прокофьева).
В 2000 году он принял участие в постановке оперы Прокофьева «Война и мир» на сцене Парижской Национальной оперы, где исполнил партии старого Князя Болконского и Кутузова. В 2002 году на сцене Большого театра участвовал в концертном исполнении сочинения Берлиоза «Осуждение Фауста». Активно гастролирует по России и за рубежом. Является профессором кафедры академического пения Московского государственного института культуры. Указом Президента Российской Федерации от 9 апреля 1996 года был удостоен звания «Народный артист Российской Федерации».
Скончался 24 ноября 2021 года. Похоронен на Троекуровском кладбище.

## Награды и звания
- Заслуженный артист РСФСР (1981)
- Народный артист Российской Федерации (1996)
- Медаль ордена «За заслуги перед Отечеством» II степени (2004)[8].
- Лауреат Всесоюзного конкурса вокалистов имени М. И. Глинки (1973).